# Krzysztof Gawara
Krzysztof Stanisław Gawara (ur. 15 marca 1958 w Siennie) – polski piłkarz, grający najczęściej jako obrońca, reprezentant Polski (juniorzy), trener piłkarski.

## Kariera piłkarska
Pierwsze lata kariery spędził w Bydgoszczy i Gdańsku: jest wychowankiem bydgoskiej Polonii, bronił również barw Zawiszy i Lechii, skąd trafił w 1983 do Ruchu Chorzów. Jako gracz niebieskich zadebiutował w I lidze. Po kilku sezonach spędzonych na Śląsku przeszedł do warszawskiej Legii, z którą dwukrotnie (w 1985 i 1986 zdobył Wicemistrzostwo Polski). Od 1988, poza krótkim pobytem w Ruchu, występował za granicą, najpierw w polonijnym klubie z Sydney, a następnie w fińskich FF Jaro i Tampereen Pallo-Veikot, z którym w 1994 zdobył Mistrzostwo Finlandii, a na zakończenie kariery w EuPa Eura.

## Kariera trenerska
Po powrocie z Finlandii rozpoczął pracę w charakterze szkoleniowca. Pierwszym klubem w jego karierze trenera był Wicher Kobyłka, skąd po roku przeniósł się do Legii. W warszawskim zespole spędził kilka kolejnych lat, szkoląc m.in. rezerwy. Po zwolnieniu w marcu 2001 Franciszka Smudy przez kilkanaście dni był tymczasowym trenerem pierwszego zespołu Legii, po czym objął funkcję asystenta Dragomira Okuki. Po dwóch latach pracy w rezerwach powrócił do pierwszego zespołu jako asystent Dariusza Kubickiego. Po jego dymisji jesienią 2004 wszedł w skład tymczasowego tercetu szkoleniowców, obok Lucjana Brychczego i Jacka Zielińskiego. Wkrótce później, po objęciu przez tego ostatniego funkcji pierwszego trenera, Gawara został jego asystentem. Potem ponownie pracował w Legii II, a od lata 2006 opiekuje się zawodnikami Huraganu Wołomin.